# 下呂市立萩原小学校
下呂市立萩原小学校（げろしりつ はぎわらしょうがっこう）は岐阜県下呂市にある市立の小学校。

## 沿革
- 1873年（明治6年） - 
  - 萩原学校[注釈 1]が開校。校区は萩原村、花池村、桜洞村、上村。
  - 中呂学校が開校。校区は中呂村、東上田村、西上田村[注釈 2]。
  - 上呂学校が開校。校区は上呂村。
- 1875年（明治8年） - 萩原村、花池村、桜洞村、上村、上呂村、中呂村、奥田洞村、大ヶ洞村、宮田村、宮地村、野尻村、御厩野村、乗政村、小川村、森村、湯之島村、東上田村が合併し、三郷村が発足。
- 1880年（明治13年） - 西上田が西上田学校を開設し、中呂学校から離脱。
- 1883年（明治16年） - 分割により、宮地・野尻・御厩野・乗政の各旧村域が竹原村、奥田洞・大ヶ洞・宮田の各旧村域が宮田村、小川・森・湯之島・東上田の各旧村域が下呂村となる。三郷村は萩原、花池、桜洞、上、上呂、中呂の地域のみで存続。
- 1886年（明治19年） - 
  - 萩原学校が萩原簡易科小学校に改称し、三郷尋常小学校を併設する。
  - 中呂学校が東上田分校を設置する。
- 1888年（明治21年） - 
  - 萩原簡易科小学校が閉校。三郷尋常小学校が萩原尋常小学校に改称する。
  - 上呂学校が上呂簡易科小学校、中呂学校が中呂簡易科小学校に、それぞれ改称する。
- 1893年（明治25年） - 萩原尋常小学校が萩原尋常高等小学校、上呂簡易科小学校が上呂尋常小学校、中呂簡易科小学校が中呂尋常小学校に、それぞれ改称する。
- 1897年（明治30年）
  - 4月1日 - 三郷村と宮田村と合併し萩原村が発足。
  - 10月29日 - 萩原村が町制施行し、萩原町となる。
  - 10月 - 上呂尋常小学校と中呂尋常小学校が萩原尋常高等小学校に統合される。
- 1916年（大正5年） - 農業補習学校を併設する。
- 1941年（昭和16年）4月1日 - 萩原国民学校に改称する。
- 1947年（昭和22年）4月1日 - 萩原町立萩原小学校に改称する。
- 1956年（昭和31年）8月25日 - 萩原町、川西村、大野郡山之口村と合併し萩原町が発足。
- 1963年（昭和38年） - 萩原町立羽根小学校、萩原町立西上田小学校[注釈 3]を統合する。
- 1968年（昭和43年） - 新校舎（鉄筋コンクリート造）が完成する。
- 1977年（昭和52年） - 校舎を増築する。
- 2004年（平成16年）3月1日 - 下呂町、小坂町、金山町、萩原町、馬瀬村が合併し、下呂市が発足。同時に下呂市立萩原小学校に改称する。